# (10273) Katvolk
(10273) Katvolk est un astéroïde de la ceinture principale.

## Description
(10273) Katvolk est un astéroïde de la ceinture principale. Il fut découvert le 1er mars 1981 à l'observatoire de Siding Spring par Schelte J. Bus. Il présente une orbite caractérisée par un demi-grand axe de 2,35 UA, une excentricité de 0,14 et une inclinaison de 3,6° par rapport à l'écliptique.